# Trận đồi Vitkov
Trận đồi Vítkov là một phần của chiến tranh Hussite giữa lực lượng Sigismund của Thánh chế La Mã và lực lượng Hussite do Jan Žižka chỉ huy.

## Bối cảnh
- Ngày 1 tháng 3 năm 1420, Giáo hoàng Martin V đã công bố sắc lệnh của Giáo hoàng, trong đó ông ra lệnh rằng Sigismund và tất cả các hoàng tử ở phương Đông phải tổ chức một cuộc thập tự chinh nhằm chống lại những người theo đạo Hussite của Jan Hus, John Wycliffe và những kẻ dị giáo khác.

- Ngày 15 tháng 3 tại Wrocław, Hoàng đế Sigismund đã ra lệnh xử tử Jan Krása, một người theo đạo Hussite và là thủ lĩnh của cuộc nổi dậy Wrocław vào năm 1418.

- Ngày 17 tháng 3, giáo hoàng Ferdinand de Palacios đã xuất bản sắc lệnh ở Wrocław. Sau đó, phe Utraquist của Hussites hiểu rằng họ sẽ không đạt được thỏa thuận với ông. Họ hợp tác với Taborite của Hussites chống lại hoàng đế.

Quân thập tự chinh tập hợp quân đội của họ tại Świdnica. 
- Ngày 4 tháng 4, lực lượng Taborite tiêu diệt lực lượng Công giáo ở Mladá Vožice.
- Ngày 7 tháng 4, Taborites, do Nicholas of Hus chỉ huy chiếm được Sedlice, và sau đó họ chiếm được Písek, Lâu đài Raby, Strakonice và Prachatice.
- Cuối tháng 4, quân thập tự chinh đã vượt qua được biên giới Bohemian.
- Đầu tháng 5, họ chiếm được Hradec Králové.
- Ngày 7 tháng 5, Čeněk of Wartenberg bao vây Hradčany.

### Trận đánh ở Benešov và gần Kutná Hora
Lực lượng Thập tự quân gồm 400 bộ binh và hiệp sĩ do Peter of Sternberg chỉ huy đã cố gắng bảo vệ Benešov khỏi lực lượng quân Taborites. Sau trận chiến, quân thập tự chinh bị tiêu diệt và thị trấn bị đốt cháy. Gần Kutná Hora, lực lượng thập tự chinh được chỉ huy bởi Janek z Chtěnic và Pippo Spano (Filippo Scolari) đã tấn công đội quân Taborites nhưng không thành công.
Vào ngày 22 tháng 5, lực lượng Taborite tiến vào Praha. Jan Žižka đã phá hủy cột tiếp viện của quân thập tự chinh, lực lượng này phải đảm bảo nguồn cung cấp khi được gửi đến Hradčany và Vyšehrad. Trong khi đó, quân thập tự chinh đã chiếm được Slaný, Louny và Mělník.

## Bảo vệ Praha

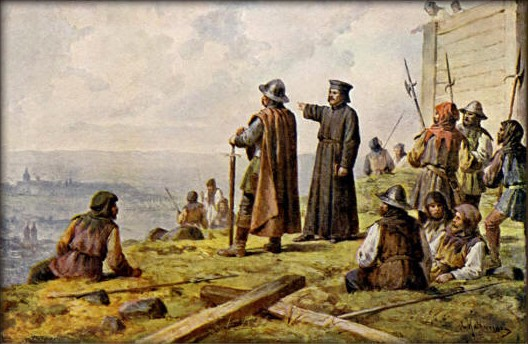
Jan Žižka và một vị linh mục đang canh giữ Praha tại đồi Vítkov

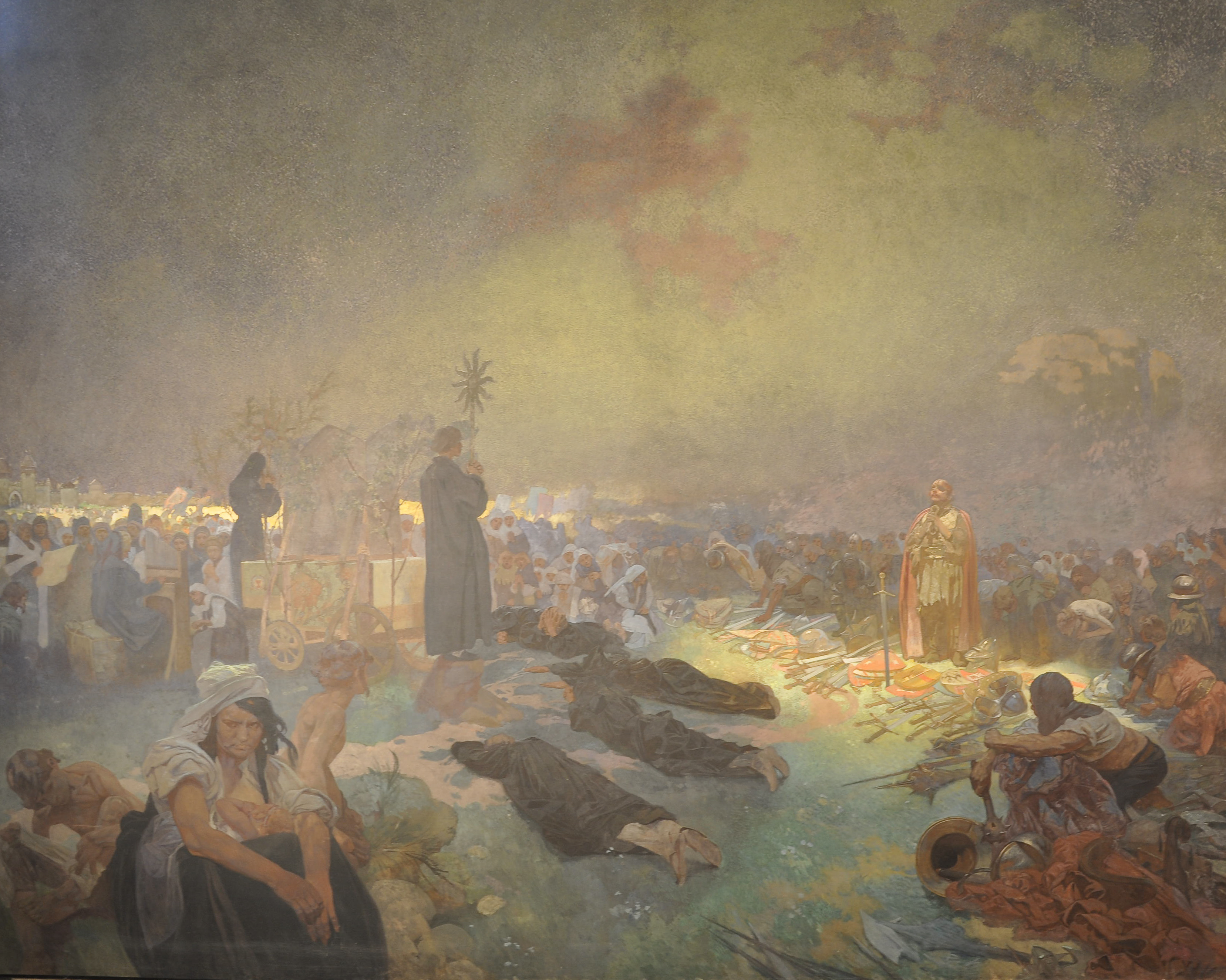
Khung cảnh hậu trận chiến đồi Vítkov

Cuộc bao vây bắt đầu vào ngày 12 tháng 6. Lực lượng của quân thập tự chinh gồm 100.000-200.000 binh sĩ (theo Victor Verney, một nhà sử học hiện đại, có lẽ họ chỉ có 80.000 binh sĩ). Một trong những cứ điểm quan trọng nhất trong hệ thống công sự của Praha là đồi Vítkov. Hệ thống công sự trên ngọn đồi đảm bảo an toàn cho các tuyến đường tiếp tế của quân thập tự chinh và được làm từ gỗ nhưng được củng cố bởi tường bằng đá và đất sét và hào. Ở phần phía Nam của ngọn đồi là một tháp đứng, phần phía Bắc được bảo vệ bởi một vách đá dựng đứng. Người ta cho rằng các công sự được bảo vệ bởi 26 lính nam và 3 lính nữ, nhưng theo ý kiến của J. Durdik, có lẽ là khoảng 60 binh sĩ. Ngày 13 tháng 7, kỵ binh của quân thập tự chinh vượt sông Vltava và khởi đầu cuộc tấn công của họ. Ngày hôm sau, quân cứu viện Hussite tấn công bất ngờ các hiệp sĩ qua những vườn nho ở phía nam ngọn đồi nơi diễn ra trận chiến. Cuộc tấn công buộc quân thập tự chinh phải di chuyển xuống vách đá dựng đứng phía bắc. Sự hoảng loạn lan rộng trong số họ, dẫn đến việc họ phải rời khỏi cánh đồng. Trong cuộc rút lui, nhiều hiệp sĩ đã chết đuối ở sông Vltava. Hầu hết lực lượng do Jan Žižka chỉ huy là những người lính được trang bị cây đập lúa và súng.
Sự chiến thắng trong trận chiến này thuộc về Hussites. Quân thập tự chinh mất khoảng 400 đến 500 hiệp sĩ. Để vinh danh trận chiến, đồi Vítkov được đổi tên thành Žižkov theo tên Jan Žižka. Kết quả, chiến thắng Hussite trên đồi Vítkov đã khiến quân thập tự chinh đã mất hết hy vọng khiến cho thành phố chết đói và quân đội của họ tan rã. Đài tưởng niệm Quốc gia hiện vẫn còn tồn tại trên đồi và vào năm 2003, các quan chức tại địa phương đã cố gắng trồng lại vườn nho.
Sigismund và quân đội của ông sau đó trấn giữ các lâu đài Vyšehrad và Hradčany. Tuy nhiên, họ sớm đầu hàng và Sigismund phải rút khỏi Praha. Quân thập tự chinh sau đó rút về Kutná Hora và bắt đầu chiến tranh cục bộ.